# 심리극
심리극(心理劇) 또는 사이코드라마(psychodrama)는 연극의 틀과 기법을 이용한 심리 요법이다. 의뢰인이 안고 있는 문제에 대해 연기 즉 행동을 통해 이해와 해결을 목표로 하는 집단 정신 요법이다. 심리극에선 구성원들이 이야기에 정서적, 신체적으로 이해하고 몰입하는 것을  통해 의뢰인이 가진 심리적 문제를 치유할 수 있다고 본다.
보통 5~15명의 구성원이 심리극을 진행하며 적게는 3명 많게는 500명 정도의 구성원으로 진행된다. 대부분의 심리극 치료에서 감독(director)은 치료자, 촉진자, 집단의 지도자 등이 맡으며 심리극의 연출자 역할을 한다.

## 역사
심리극의 창시자인 제이콥 모레노는 15세기 스페인의 유대인 박해를 피해 터키로 이주한 유대인의 후손이었다. 그의 부모는 부다페스트로 이주하였고 그 곳에서 모레노를 낳았다. 모레노가 비엔나 의과대학에 진학하면서 비엔나의 아이들과 교제했고 이때 함께 연극모임을 만들었다. 모레노는 1919년 심리극이란 용어를 처음 사용했다. 하지만 당시의 심리극은 심리 치료 방법의 하나가 아닌 자신의 개인적인 생각이나 전문적 지식, 철학적 견해를 종합하여 연출하는 것이었다. 또한 당시의 심리극은 공연과 관중의 오락성이 우선이었고 치료적 목적은 부수적인 것이었다. 모레노가 구성원들의 자발성을 해친다는 이유에서 배우들의 개인적인 갈등이나 경험을 연극에 이용할 것을 주문하면서 심리극은 즉흥적인 성격을 띄게 되었다. 1921년 모레노는 오스트리아 비엔나에서 집단심리치료와 사회측정학, 즉흥극을 바탕으로 심리극을 창시하였다. 그는 심리극을 연극적 방법을 토대로 진실을 과학적으로 탐구하는 과정으로 정의하였다. 1925년 모레노는 유대인에 대한 종교적 박해를 피해 미국 뉴욕으로 이주하여 허드슨 강 주변에 정착하였다. 그리고 그 곳에서 《최초의 심리극 가족》(The First Psychodramatic Family)를 집필하였다. 허드슨 여학교에서 학생들을 대상으로 사회측정학적 연구를 진행한 그는 사회측정학적 검사와 연구법을 결합하여 집단심리치료를 개발했다. 모레노는 정신분석과 정신의학에 부정적이었다. 그 대안으로 사회의학을 제시한 그는 사회의학이 집단심리치료, 심리극, 사회극 등을 사회병리의 해결을 위해 결합해야 한다고 보았다. 하지만 그의 이런 견해는 받아들여지지 않았고 현실적인 방안으로 모레노는 심리극을 통한 집단심리치료의 방법을 제시하게 되었다.

## 같이 보기
- 게슈탈트 요법
- 놀이치료